# Chenopodium jehlikii
Chenopodium jehlikii är en amarantväxtart som beskrevs av Dvorák. Chenopodium jehlikii ingår i släktet ogräsmållor, och familjen amarantväxter. Inga underarter finns listade i Catalogue of Life.